# Кастелно Валанс
Кастелно Валанс (фр. Castelnau-Valence) насеље је и општина у јужној Француској у региону Лангдок-Русијон, у департману Гар која припада префектури Алес.
По подацима из 2011. године у општини је живело 419 становника, а густина насељености је износила 40,8 становника/km². Општина се простире на површини од 10,27 km². Налази се на средњој надморској висини од 150 метара (максималној 196 m, а минималној 89 m).

## Демографија
| 1962. | 1968. | 1975. | 1982. | 1990. | 1999. | 2011. |
| ----- | ----- | ----- | ----- | ----- | ----- | ----- |
| 209   | 228   | 203   | 256   | 267   | 261   | 419   |

График промене броја становника у току последњих година